# Josef Bauer (Politiker, 1881)

Josef Bauer

Josef Bauer (* 25. Januar 1881 in Untergrasensee; † 30. April 1958 in München) war ein deutscher Politiker der NSDAP und SS-Führer.

## Leben
Bauer, der Sohn eines Dorfschmieds, war nach dem Besuch der Präparandenschule und des Lehrerseminars in Straubing (1897–1899) als Lehrer in Mitterfels, Stallwang und Passau tätig, bevor er 1903 nach München wechselte. Von 1915 bis 1918 nahm er als Soldat am Ersten Weltkrieg (letzter Dienstgrad: Leutnant der Reserve) teil und wurde mit dem Eisernen Kreuz 2. Klasse und dem König Ludwig-Kreuz ausgezeichnet.
Bauer trat im November 1922 der NSDAP bei (Mitgliedsnummer 21.941) und nahm 1923 als SA-Sturmtruppführer am Hitlerputsch in München teil. Nach der Aufhebung des Verbots der NSDAP trat er zum 1. April 1925 erneut der NSDAP bei (Mitgliedsnummer 34) und wurde Ortsgruppenleiter in München. 1930 war er Reichsredner und Leiter der Gaurednerschule. Nach der nationalsozialistischen Machtübernahme wurde er von dem neuen Münchner Oberbürgermeister Karl Fiehler am 23. April 1933 zum kommissarischen Stadtschulrat als Nachfolger des zurückgetretenen Stadtschulrates Hans Baier (SPD) bestellt. Am 20. Juni 1933 wurde er von dem nationalsozialistisch dominierten Stadtrat auch regulär zum Münchner Stadtschulrat gewählt und führte ab dieser Zeit den Titel Oberstadtschuldirektor. 1943 wurde er nach Ablauf seiner Amtszeit auf Befehl Hitlers ohne Wahl auf weitere zwölf Jahre berufen und übte diese Funktion bis zum Ende des nationalsozialistischen Regimes aus.
Von 1933 bis 1937 war Bauer Vorsitzender des gleichgeschalteten Bayerischen Lehrervereins. In München führte Bauer den nationalsozialistischen „Schulkampf“ zur Abschaffung der Bekenntnisschulen durch die Gemeinschaftsschulen, der mit massiven staatlichen Repressalien bei der jährlichen Schuleinschreibung begleitet wurde und 1937 schließlich dazu führte, dass 96 % der Schüler bei Gemeinschaftsschulen eingeschrieben und daher die Bekenntnisschulen wegen Schülermangels geschlossen wurden.
1937 wurde er als Politischer Leiter der Reichsleitung der NSDAP vereidigt und übernahm als Hauptstellenleiter im Hauptamt für Kommunalpolitik das Referat für gemeindliche Schulfragen. Ab 1941 war er Leiter des Münchner Kreisamtes des Amtes für Erzieher im NS-Lehrerbund.
Bauer war seit den frühen 1920er-Jahren auch Mitglied der SA, zuletzt als Obersturmführer. Da er diesen Rang mit seiner Stellung in der Partei und im öffentlichen Dienst nicht für angemessen hielt, wechselte er im Januar 1935 zur SS (SS-Nummer 264.413), bei der er zunächst den Rang eines Standartenführers erhielt. 1936 wurde er zum SS-Oberführer und 1940 zum SS-Brigadeführer ernannt. Diese Ränge waren jedoch nicht mit einem Kommando verbunden, sondern stellten rein repräsentative Ämter dar.

## Abgeordneter
Von 1932 bis 1933 war Bauer Mitglied des Bayerischen Landtages und war hier Geschäftsführer der NSDAP-Landtagsfraktion. Von November 1933 bis 1945 gehörte er dem Reichstag an.